# Madone Grosso
Il Madone Grosso (2.741 m s.l.m. - in dialetto locale Madom Gröss) è una montagna delle Alpi Ticinesi e del Verbano nelle Alpi Lepontine.

## Descrizione
Si trova nello svizzero Canton Ticino sullo spartiacque tra la Valle Verzasca e la Valle Leventina.